# Gladiolus tristis
Gladiolus tristis är en irisväxtart som beskrevs av Carl von Linné. Gladiolus tristis ingår i släktet sabelliljor, och familjen irisväxter. Inga underarter finns listade i Catalogue of Life.

## Bildgalleri

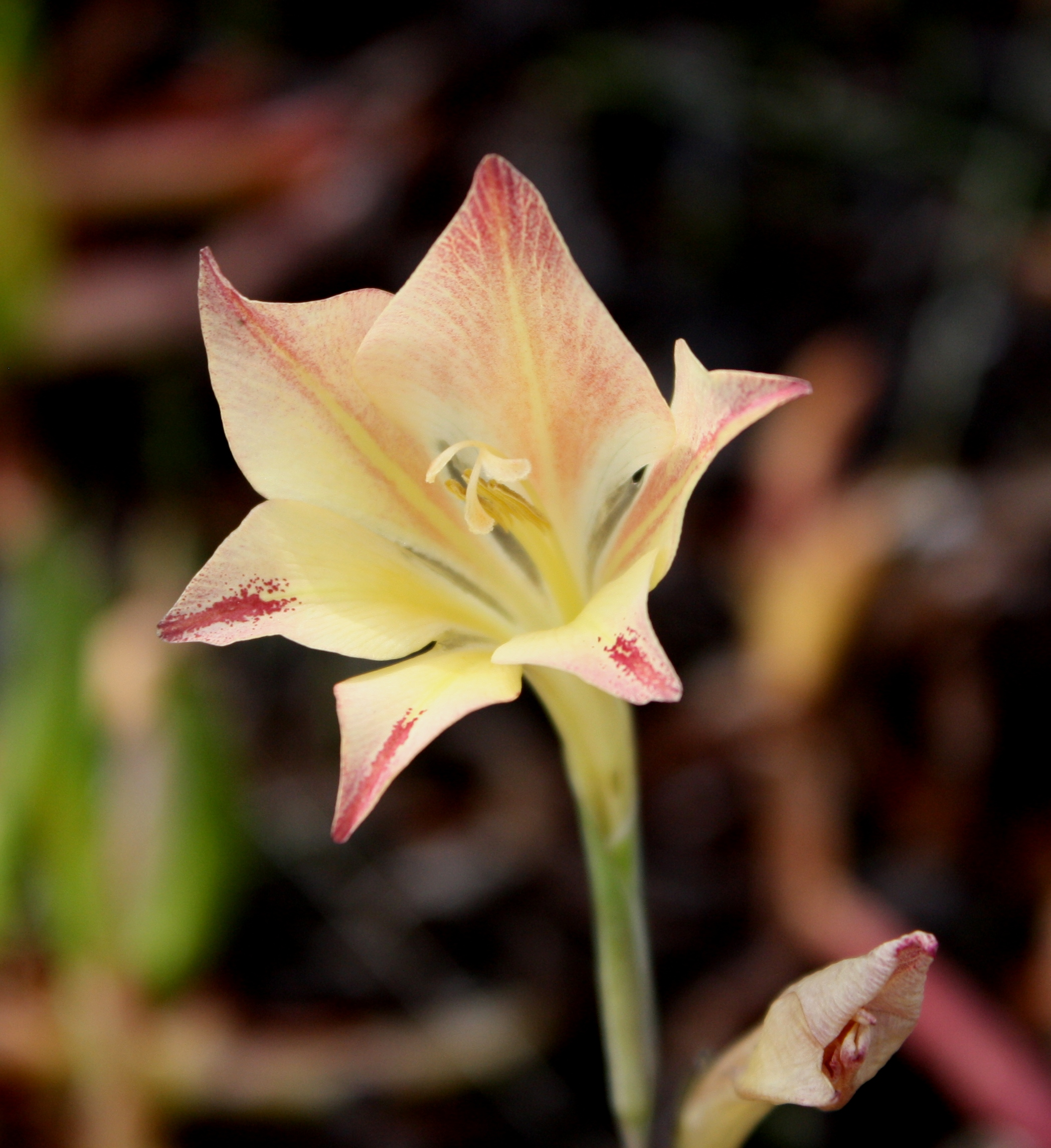